# Graublättriger Löwenzahn

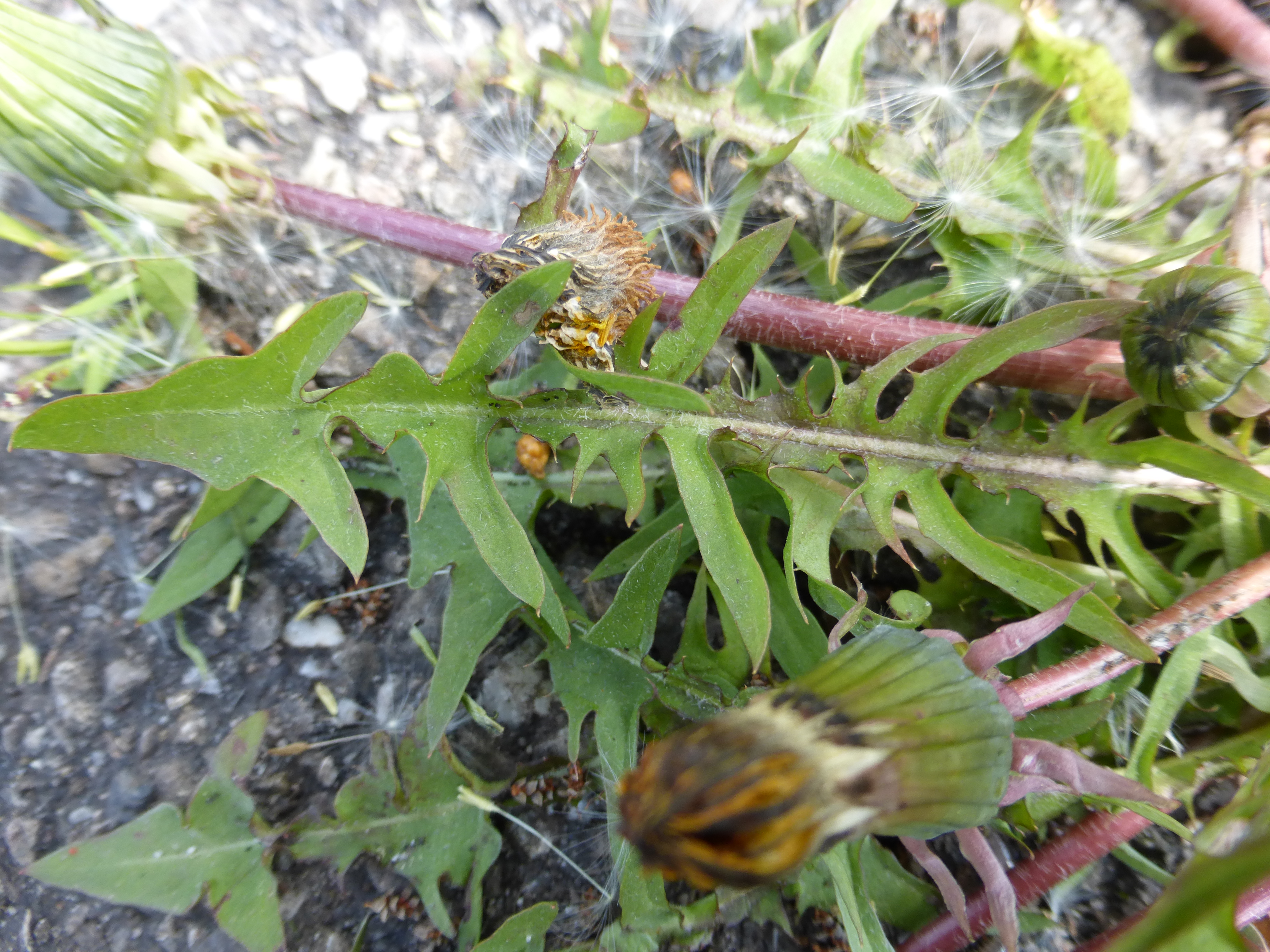
Blätter des Graublättrigen Löwenzahns (Taraxacum baeckiiforme)

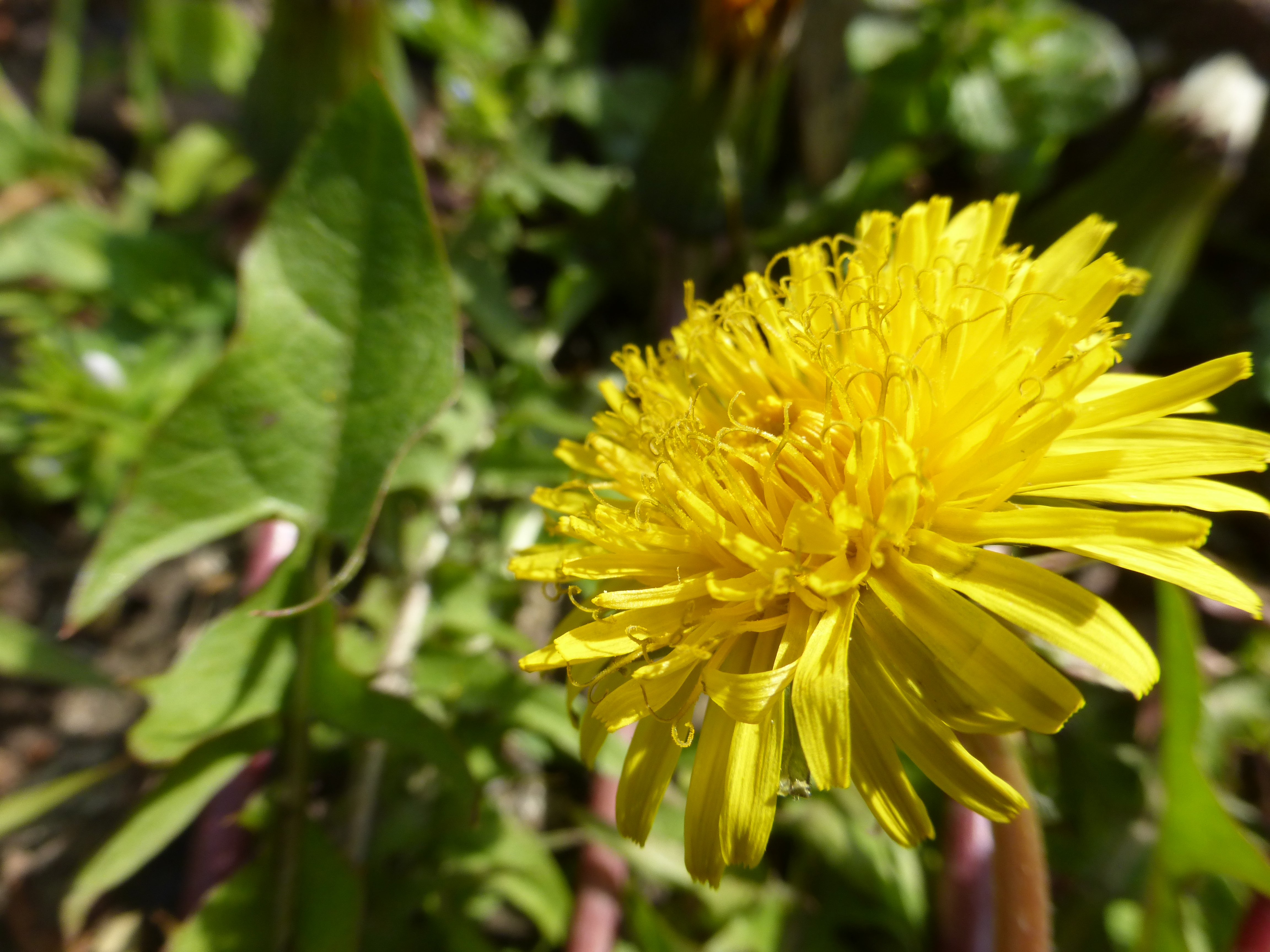
Blütenstand von Taraxacum baeckiiforme

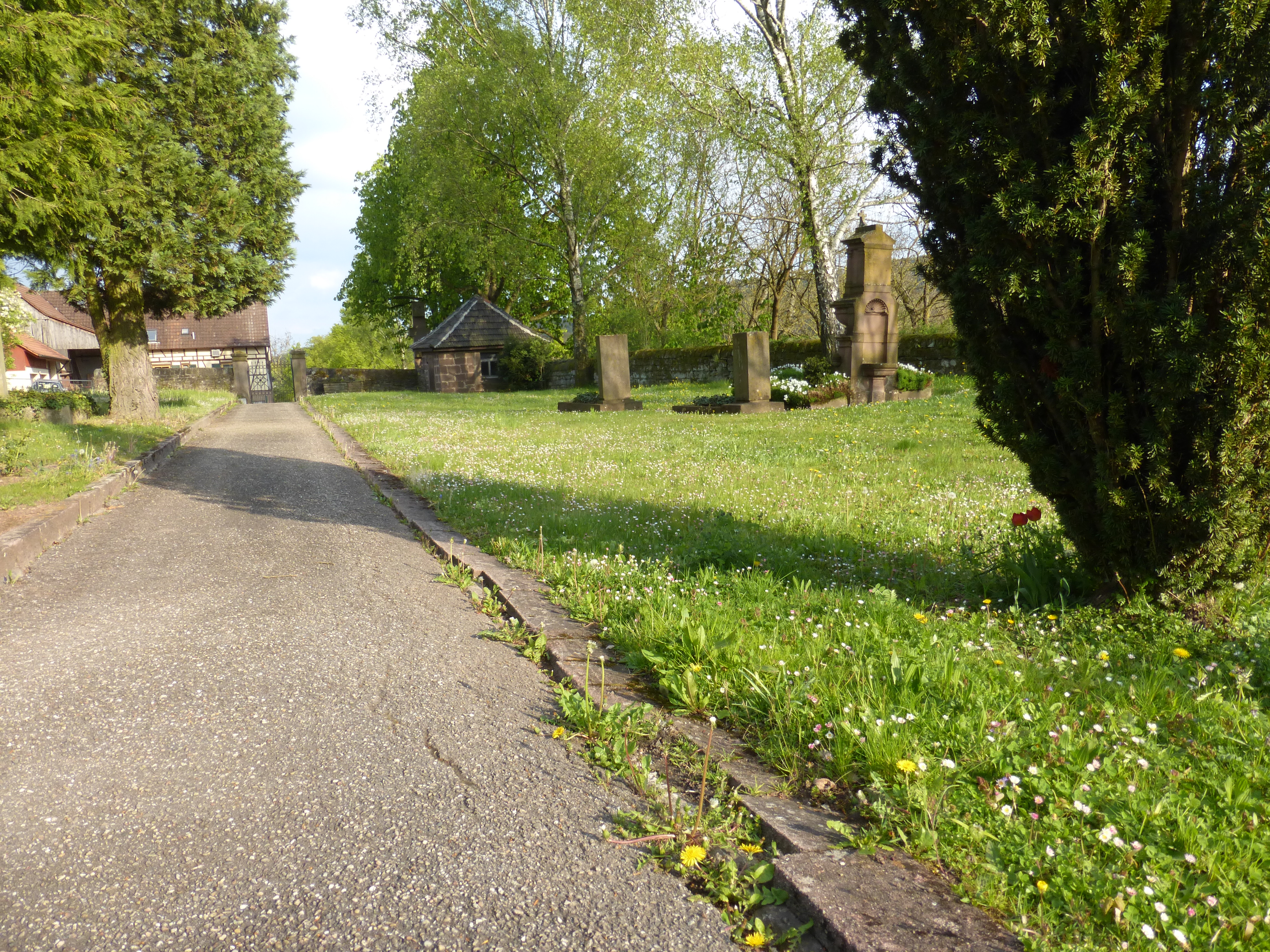
Lebensraum des Graublättrigen Löwenzahns auf dem Friedhof von Vaihingen-Gündelbach. Die Art kommt hier zwischen Weg und Scherrasen vor.

Der Graublättrige Löwenzahn (Taraxacum baeckiiforme) ist eine Pflanzenart in der Gruppe der Wiesen-Löwenzähne (Taraxacum sect. Taraxacum).

## Erscheinungsbild
Der Graublättrige Löwenzahn ist eine mehrjährige, krautige Pflanze und besitzt schmale, unberandete, seitlich abstehende äußere Hüllblätter, rosarote, etwas geflügelte Blattstiele und schmale, abstehende Blattseitenlappen, die durch deutlich entwickelte, schwarzviolett gefärbte Interlobien getrennt sind.
Die Pflanze ist ein relativ frühblühender Wiesen-Löwenzahn. Er blüht von ca. Mitte bis Ende April, in warmen Jahren auch etwas früher.
Die Chromosomenzahl beträgt 2n = 24.

## Erstbeschreibung
Taraxacum baeckiiforme wurde 1971 von dem schwedischen Botaniker Carl Ingemar Sahlin erstbeschrieben.

## Verbreitung
Der Graublättrige Löwenzahn kommt europaweit vor. Die Art bevorzugt wärmegetönte Standorte und hat ihren Verbreitungsschwerpunkt in Mitteleuropa.

## Verbreitung in Deutschland
In Deutschland ist der Löwenzahn weit verbreitet. Fehlende Nachweise dürften Kartierungslücken darstellen.

## Standortansprüche
Das wärmeliebende Taraxacum baeckiiforme wächst bevorzugt in nährstoffreichen Ruderalfluren (Weg- und Straßenränder), auf Wiesen und Weiden, Brachen und auf bzw. an Äckern.

## Artenschutz
Die Art bedarf aufgrund ihrer relativen Häufigkeit keiner besonderer Schutz- und/oder Pflegemaßnahmen.